# Mazama ruda
Mazama ruda (Mazama americana) – gatunek ssaka z rodziny jeleniowatych (Cervidae).

## Występowanie i biotop
Południowa część Ameryki Północnej, Ameryka Południowa i Ameryka Środkowa (po północną Argentynę). Zamieszkuje tereny zalesione, gęste lasy i zarośla.

## Charakterystyka ogólna
| Podstawowe dane         | Podstawowe dane |
| ----------------------- | --------------- |
| Długość ciała           | 70–135 cm       |
| Wysokość w kłębie       | 69–71 cm        |
| Ogon (kwiat)            | 8–15 cm         |
| Masa ciała              | 16–25 kg        |
| Dojrzałość płciowa      | ok. 1 roku      |
| Ciąża                   | 225 dni         |
| Liczba młodych w miocie | 1–2             |

### Wygląd
Długość ciała 135 cm, wysokość w kłębie 75 cm, masa ciała 16–25 kg. Żółtoruda sierść z jaśniejszym brzuchem. Proste poroże o długości 10–13 cm, u starszych osobników może być rozwidlone.

### Tryb życia
Żerują na skraju lasów i na nadrzecznych łąkach. Na wielu obszarach przystosowały się do bytowania w agroekosystemach sąsiadujących z lasami, podobnie jak polna populacja sarny europejskiej.